# Мадл, Ференц
Фе́ренц Мадл (венг. Mádl Ferenc; 29 января 1931, деревня Банд, Веспрем — 29 мая 2011) — венгерский государственный и политический деятель. Президент Венгрии в 2000—2005 годах.

## Биография
Получил юридическое образование в Пече, Будапеште и Страсбурге.
Начал трудовую деятельность в качестве сотрудника Венгерской академии наук. С 1971 года работал на юридическом факультете Университета Этвоша Лорана: сначала доцентом, а в 1973—2000 годах — профессором. Специализировался на международном гражданском праве. В 1985—2000 годах возглавлял профильную кафедру. Читал лекции в качестве приглашенного профессора во многих европейских университетах (например, в Мюнхене). Академик Венгерской академии наук с 1987 года. В 1989 году он избран членом Европейской академии наук и искусств.
Беспартийный.
- 1990—1993 годы — министр без портфеля,
- 1993—1994 годы — министр культуры и образования Венгрии. Также занимал должности руководителя ряда правительственных фондов и комиссий. Отвечал как за правовые, так и за экономические аспекты ряда направлений внешней и внутренней политики,
- 1995 год — неудачно баллотировался на пост президента Венгрии от ФИДЕС. В 2000 году баллотировался вторично, вновь от ФИДЕС, и на этот раз одержал победу,
- 2000—2005 годы — президент Венгрии.

По окончании президентских полномочий вернулся к преподавательской деятельности в Университете Этвоша Лорана в Будапеште.

## Награды
- 1968 — премия Венгерской академии наук[венг.]
- 1999 — премия Сеченьи
- 2000 — премия «Наследие Венгрии»
- 2000 — Большой Крест венгерского ордена Заслуг
- 2000 — орден Креста земли Марии на цепи (Эстония)[6]
- 2001 — орден Белого орла (Польша)
- 2001 — Большой крест ордена Трёх звёзд на цепи (Латвия)[7]
- 2002 — орден Белой звезды на цепи (Эстония)[8]
- 2002 — орден Короля Томислава на ленте с Большой Звездой (Хорватия)
- кавалер Большого Креста ордена Святого Олафа (Норвегия)
- кавалер ордена Звезды Румынии (Румыния)